# 現代中国研究会
現代中国研究会（げんだいちゅうごくけんきゅうかい）は、京都市を拠点として活動する文学者・歴史学者などを中心とする、現代中国を研究対象とする学者・大学院生などによって組織された勉強会。
会員やゲストの研究成果を披露する「公開研究会」、会員が日本に招待したゲストによる講演「公開講演会」などの開催を主たる活動とする。
1975年から1987年に竹内実が京都大学人文科学研究所において主催していた「共同研究会」を母体とする。竹内の退官にともない、活動の拠点を立命館大学に移して活動が継続された。1994年、竹内は「会長職」をしりぞいて「顧問」となり、かわって佛教大学教授の吉田富夫が「代表」に就任した。
2012年時点で代表の吉田富夫は、中国人作家の莫言とメールをやりとりしたり互いの自宅を訪問しあうなど親交が深く、同会の「公開講演会」では、1999年、2003年、2006年、2011年の四回にわたり、莫言がメインゲストとして招かれ、講演を行っている。